# Lindhof (Diesdorf)
Lindhof ist ein Ortsteil des Fleckens Diesdorf im Altmarkkreis Salzwedel in Sachsen-Anhalt.

## Geographie
Das Straßendorf Lindhof liegt drei Kilometer südwestlich von Diesdorf in der Altmark.

## Geschichte

### Mittelalter bis Neuzeit
Lindhof wurde im Jahre 1323 erstmals als linthop erwähnt, als die Gebrüder von Dähre (Döhre) in Hitzacker und in Dannenberg Anteile an Lindhof an das Kloster Diesdorf verkauften.
Im Jahre 1475 wird eine Wisch vor dem lindhope genannt. Der Ort war also schon nicht mehr bewohnt.
1754 wurde ein Krug an der durchgehenden großen Frachtstraße Hamburg-Leipzig angelegt. 1775 war die wüste Feldmark wieder aufgebaut. 1789 und danach wird der Ort als ein Kolonistendorf bezeichnet.

### Eingemeindungen
Ursprünglich gehörte das Dorf zum Salzwedelischen Kreis der Mark Brandenburg in der Altmark. Von 1807 bis 1813 lag es im Kanton Diesdorf auf dem Territorium des napoleonischen Königreichs Westphalen. Nach weiteren Änderungen kam die Gemeinde 1816 zum Kreis Salzwedel, dem späteren Landkreis Salzwedel.
Am 20. Juli 1950 wurden die Gemeinden Lindhof, Haselhorst und Molmke aus dem Landkreis Salzwedel zur neuen Gemeinde Lindhorst zusammengeschlossen.  Am 15. März 1974 wurde der Ortsteil Lindhof der Gemeinde Diesdorf zugeordnet.

### Einwohnerentwicklung
| Jahr | Einwohner |
| ---- | --------- |
| 1774 | 36        |
| 1789 | 43        |
| 1798 | 38        |
| 1801 | 39        |
| 1818 | 38        |
| 1840 | 53        |

| Jahr | Einwohner |
| ---- | --------- |
| 1864 | 68        |
| 1871 | 74        |
| 1885 | 61        |
| 1892 | [0]68     |
| 1895 | 76        |
| 1900 | [0]70     |

| Jahr | Einwohner |
| ---- | --------- |
| 1905 | 65        |
| 1910 | [0]68     |
| 1925 | 95        |
| 1939 | 90        |
| 1946 | 98        |
| 2015 | [0]41     |

| Jahr | Einwohner |
| ---- | --------- |
| 2018 | [0]37     |
| 2020 | [00]31    |
| 2021 | [00]35    |
| 2022 | [00]34    |
| 2023 | [0]36     |

Quelle, wenn nicht angegeben, bis 1946:

## Religion
Die evangelischen Christen aus Lindhof gehören zur Kirchengemeinde Drebenstedt, die früher zur Pfarrei Drebenstedt, einer kombinierten Mutterkirche (mater combinata) der Pfarrei Mehmke gehörte. Heute werden sie betreut vom Pfarrbereich Diesdorf im Kirchenkreis Salzwedel im Bischofssprengel Magdeburg der Evangelischen Kirche in Mitteldeutschland.